# آرپیک قازازیان
آرپیک هوهانسی قازاریان (ارمنی: Արփիկ Հովհաննեսի Ղազազյան؛ انگلیسی: Arpik Ghazazyan؛ ۵ مهٔ ۱۹۱۹ – ۴ سپتامبر ۱۹۸۷) یک بازیگر تئاتر اهل ارمنستان بود. 

## زندگی‌نامه
وی در ۵ مه ۱۹۱۹ در آلکساندراپول به دنیا آمد . وی خواهر گریگور قازاریان می‌باشد. وی همچنین برندهٔ جوایزی همچون هنرمند مردمی ارمنستان شوروی (۱۹۸۶) شده‌است. وی در ۴ سپتامبر ۱۹۸۷ در سن ۶۸ سالگی در کامو درگذشت.